# Progetto 80
Il cosiddetto Progetto 80 è il Rapporto preliminare al secondo programma economico nazionale per il quinquennio 1971-75, elaborato in Italia presso il Ministero del bilancio e della programmazione economica tra il 1969 e il 1971.
Questo documento di programmazione economica introdusse una classificazione del territorio nazionale in comprensori di livello: A, modelli sviluppati, B, possibili di sviluppo e C, con nessuna possibilità di sviluppo; delegava alle istituzioni pubbliche e alle grandi imprese la pianificazione del territorio; prevedette la costituzione di una "Agenzia per la difesa del suolo" responsabile di interagire con le Regioni per l'attuazione di un approccio coordinato alla gestione del territorio. Introdusse per la prima volta in Italia il concetto di risorse naturali come beni collettivi da tutelare.
Il programma fu parte del riformismo degli anni sessanta espresso dai governi di centro-sinistra. Storicamente, esso rappresentò il primo tentativo organico di introdurre una programmazione economica e territoriale, sensible ai dati ambientali, non solo fatta di vincoli, ma anche propositiva, con un coordinamento tra autorità centrali e autorità local. Il programma prevedette riforme importanti, quali l'istituzione di autorità di bacino, ipotesi di gestione ambientale dei trasporti, e l'identificazione di ottantasei aree protette di interesse nazionale.
Il Progetto 80 produsse pochi risultati immediati.